# Linea Tōbu Nikkō
La  Linea Tōbu Nikkō (東武日光線?, Tōbu Nikkō-sen) gestita dalle Ferrovie Tōbu è una ferrovia a scartamento ridotto che collega le stazioni di Tōbu Dōbutsu Kōen a Miyashiro, nella prefettura di Saitama e Tōbu Nikkō, a Nikkō, nella prefettura di Tochigi, passando per un breve tratto anche nella prefettura di Gunma.

## Caratteristiche
La linea è lunga 94,5 km ed è totalmente elettrificata a corrente continua con catenaria superiore a 1500 V. La ferrovia è totalmente a doppio binario, a scartamento ridotto di 1067 mm, e permette una velocità massima di 120 km/h. Le stazioni lungo la linea sono 26.

## Storia
La linea aprì il 1º ottobre 1929, e i primi servizi di treno Espresso Limitato elettrici furono introdotti dal febbraio 1949. Dall'ottobre 1960 furono avviati i servizi espressi limitati con i treni "Deluxe Romance car" per Nikkō, e dal giugno 1990 fu la volta dei nuovi "Spacia", con velocità massima di 120 km/h a partire dal 1992.
Dal 18 marzo 2006 è attiva una bretella di collegamento fra la linea Nikkō e la linea principale Tōhoku della JR East, che permette l'instradamento dei treni provenienti da Shinjuku, Ikebukuro e Saitama.

## Servizi
Tōbu opera diversi tipi di servizi sulla linea.
Le fermate indicate si riferiscono ai dati del 2006.
Locale (普通?, Futsū) (L)
Semiespresso sezionale (区間準急?, Kukan Junkyū) (SSE)
Ferma in tutte le stazioni della linea Nikkō e continua come rapido nella Linea Isesaki con 5 servizi al giorno da/per Asakusa
Semiespresso (準急?, Junkyū) (SmE)
Ferma in tutte le stazioni della linea Nikkō, e opera come rapido sulla linea Tōbu Isesaki sulla quale continua, per proseguire sulla linea Hanzōmon della metropolitana di Tokyo
Espresso sezionale (区間急行?, Kukan Kyūkō) (SE)
Ferma in tutte le stazioni della linea Nikkō, e opera come rapido sulla linea Tōbu Isesaki
Espresso (急行?, Kyūkō) (Ex)
Ferma in tutte le stazioni della linea Nikkō, e opera come rapido sulla linea Tōbu Isesaki sulla quale continua, per proseguire sulla linea Hanzōmon
Rapido sezionale (区間快速?, Kukan Kaisoku) (SR)
Ferma in tutte le stazioni della linea Nikkō, e opera come rapido sulla linea Tōbu Isesaki
Rapido (快速?, kaisoku) (R)
Due la mattina verso Asakusa, quattro nella direzione opposta la sera. I treni diretti ad Asakusa il mattino fermano in tutte le stazioni fino a Shin-Ōhirashita per i servizi pendolari.
Espresso Limitato (特急?, Tokkyū)
Le fermate non sono mostrate in tabella. Servizio a pagamento extra per i servizi rapidi da Asakusa a Tōbu Nikkō e Kinugawa Kōen.

## Stazioni
| Numero                                   | Stazione                                 | Giapponese                               | Distanza interstaz.                      | Distanza totale                          | Distanza totale | R | Collegamenti | Posizione | Posizione |
| Numero                                   | Stazione                                 | Giapponese                               | Distanza interstaz.                      | Da Tōbu Dōbutsu Kōen                     | Da Asakusa | R | Collegamenti | Posizione | Posizione |
| ---------------------------------------- | ---------------------------------------- | ---------------------------------------- | ---------------------------------------- | ---------------------------------------- | --- | --- | --- | --- | --- |
|                                          |                                          |                                          |                                          |                                          | | | | | |
| Servizi diretti                          | Servizi diretti                          | Servizi diretti                          | Servizi diretti                          | Servizi diretti                          | Via linea Isesaki fino a Asakusa Espressi e Semiespressi via linee Hanzōmon e Den-en-toshi per stazione di Chuō-Rinkan | Via linea Isesaki fino a Asakusa Espressi e Semiespressi via linee Hanzōmon e Den-en-toshi per stazione di Chuō-Rinkan | Via linea Isesaki fino a Asakusa Espressi e Semiespressi via linee Hanzōmon e Den-en-toshi per stazione di Chuō-Rinkan | Via linea Isesaki fino a Asakusa Espressi e Semiespressi via linee Hanzōmon e Den-en-toshi per stazione di Chuō-Rinkan | Via linea Isesaki fino a Asakusa Espressi e Semiespressi via linee Hanzōmon e Den-en-toshi per stazione di Chuō-Rinkan |
| TS-30                                    | Tōbu Dōbutsu Kōen                        | 東武動物公園                             | -                                        | 0.0                                      | 41.0 | ● | Linea Tōbu Isesaki (servizio diretto)                                                                                  | Saitama | Miyashiro Minami-Saitama                                                                                               |
| TN-01                                    | Sugito-Takanodai                         | 杉戸高野台                               | 3.2                                      | 3.2                                      | 44.2 | ｜ | | Saitama | Sugito Kita-Katsushika                                                                                                 |
| TN-02                                    | Satte                                    | 幸手                                     | 2.6                                      | 5.8                                      | 46.8 | ｜ | | Saitama | Satte |
| TN-03                                    | Minami-Kurihashi                         | 南栗橋                                   | 4.6                                      | 10.4                                     | 51.4 | ＊ | | Saitama | Kuki |
| TN-04                                    | Kurihashi                                | 栗橋                                     | 3.5                                      | 13.9                                     | 54.9 | ｜ | Linea principale Tōhoku (Linea Utsunomiya e Linea Shōnan-Shinjuku)                                                     | Saitama | Kuki |
| TN-05                                    | Shin-Koga                                | 新古河                                   | 6.7                                      | 20.6                                     | 61.6 | ｜ | | Saitama | Kazo |
| TN-06                                    | Yagyū                                    | 柳生                                     | 3.0                                      | 23.6                                     | 64.6 | ｜ | | Saitama | Kazo |
| TN-07                                    | Itakura Tōyōdai-mae                      | 板倉東洋大前                             | 2.0                                      | 25.6                                     | 66.6 | ● | | Gunma | Itakura Ora |
| TN-08                                    | Fujioka                                  | 藤岡                                     | 3.9                                      | 29.5                                     | 70.5 | ｜ | | Tochigi | Tochigi |
| TN-09                                    | Shizuwa                                  | 静和                                     | 7.8                                      | 37.3                                     | 78.3 | ｜ | | Tochigi | Iwafune Shimotsuga |
| TN-10                                    | Shin-Ōhirashita                          | 新大平下                                 | 2.8                                      | 40.1                                     | 81.1 | ● | | Tochigi | Tochigi |
| TN-11                                    | Tochigi                                  | 栃木                                     | 4.8                                      | 44.9                                     | 85.9 | ● | Linea Ryōmō | Tochigi | Tochigi |
| TN-12                                    | Shin-Tochigi                             | 新栃木                                   | 3.0                                      | 47.9                                     | 88.9 | ● | Linea Tōbu Utsunomiya                                                                                                  | Tochigi | Tochigi |
| TN-13                                    | Kassemba                                 | 合戦場                                   | 2.1                                      | 50.0                                     | 91.0 | ▲ | | Tochigi | Tochigi |
| TN-14                                    | Ienaka                                   | 家中                                     | 2.4                                      | 52.4                                     | 93.4 | ▲ | | Tochigi | Tochigi |
| TN-15                                    | Tōbu Kanasaki                            | 東武金崎                                 | 4.2                                      | 56.6                                     | 97.6 | ▲ | | Tochigi | Tochigi |
| TN-16                                    | Niregi                                   | 楡木                                     | 4.6                                      | 61.2                                     | 102.2 | ▲ | | Tochigi | Kanuma |
| TN-17                                    | Momiyama                                 | 樅山                                     | 3.0                                      | 64.2                                     | 105.2 | ▲ | | Tochigi | Kanuma |
| TN-18                                    | Shin-Kanuma                              | 新鹿沼                                   | 2.6                                      | 66.8                                     | 107.8 | ● | | Tochigi | Kanuma |
| TN-19                                    | Kita-Kanuma                              | 北鹿沼                                   | 3.0                                      | 69.8                                     | 110.8 | ▲ | | Tochigi | Kanuma |
| TN-20                                    | Itaga                                    | 板荷                                     | 5.1                                      | 74.9                                     | 115.9 | ▲ | | Tochigi | Kanuma |
| TN-21                                    | Shimo-Goshiro                            | 下小代                                   | 3.6                                      | 78.5                                     | 119.5 | ▲ | | Tochigi | Nikkō |
| TN-22                                    | Myōjin                                   | 明神                                     | 2.8                                      | 81.3                                     | 122.3 | ▲ | | Tochigi | Nikkō |
| TN-23                                    | Shimo-Imaichi                            | 下今市                                   | 6.1                                      | 87.4                                     | 128.4 | ● | Linea Tōbu Kinugawa (servizio diretto da Tōbu Dōbutsu Kōen)                                                            | Tochigi | Nikkō |
| Servizio diretto verso la linea Kinugawa | Servizio diretto verso la linea Kinugawa | Servizio diretto verso la linea Kinugawa | Servizio diretto verso la linea Kinugawa | Servizio diretto verso la linea Kinugawa | Via stazione di Shin-Fujiwara e Ferrovia Yagan fino alla stazione di Aizu Tajima                                       | Via stazione di Shin-Fujiwara e Ferrovia Yagan fino alla stazione di Aizu Tajima                                       | Via stazione di Shin-Fujiwara e Ferrovia Yagan fino alla stazione di Aizu Tajima                                       | Via stazione di Shin-Fujiwara e Ferrovia Yagan fino alla stazione di Aizu Tajima                                       | Via stazione di Shin-Fujiwara e Ferrovia Yagan fino alla stazione di Aizu Tajima                                       |
| TN-24                                    | Kami-Imaichi                             | 上今市                                   | 1.0                                      | 88.4                                     | 129.4 | ▲ | | Tochigi Nikkō | Tochigi Nikkō |
| TN-25                                    | Tōbu Nikkō                               | 東武日光                                 | 6.1                                      | 94.5                                     | 135.5 | ● | Linea Nikkō (stazione di Nikkō)                                                                                        | Tochigi Nikkō | Tochigi Nikkō |